# Oikos (tidskrift)
Oikos är en vetenskapligt granskad ekologisk tidskrift som har utkommit sedan 1949. Den publiceras av Wiley-Blackwell på uppdrag av Nordiska föreningen Oikos. Medlemmar i den fristående föreningen är Svenska föreningen Oikos, Ekologiföreningen på Island, Norsk ekologisk förening, Oikos-DK och Finska föreningen Oikos. Nordiska föreningen Oikos viktigaste uppgift är att äga och utge tidskrifterna Ecography, Journal of Avian Biology, Nordic Journal of Botany och Oikos.
Oikos publicerar idag ny och innovativ forskning om ekologiska interaktioner mellan organismer och deras miljö i tid och rum, från makroekologi till evolutionär ekologi. Fokus ligger på teoretisk och empirisk forskning som kan generalisera och syntetisera frågor rörande olika taxa, ekosystem och ekologiska ämnesområden. De publicerade studierna kan bidra till ekologins framsteg genom ny teoribildning eller avgörande empiriska resultat, synteser kan utveckla ny teori, testa generella hypoteser, eller sammanfoga olika redan etablerade eller nya fält inom ekologin.

## Historia
Tidskriften grundades 1949 under namnet Oikos: Acta Oecologica Scandinavica, samtidigt med Nordiska föreningen Oikos. Syftet med tidskriften var att skapa en kanal för den då växande vetenskapen ekologi. De studerade organismernas systematik var inte i fokus utan det var istället de ekologiska sambanden. På 1970-talet fokuserades tidskriften till studier som innebar framsteg inom teoretisk ekologi. 
Från 1949 till 1977 kom tidskriften ut med tre nummer i en volym per år, från 1977 till 1987 utkom två volymer per år och från 1987 tre volymer. 
Sedan 2007 nominerar Oikos ämnesredaktörer varje år en världsledande ekolog till Per Brinck Oikos Award.

### Redaktör
Följande har varit redaktörer:
- 2011– Dries Bonte, Universitetet i Gent
- 2010–2011 Tim Benton, Leeds
- 2004–2010 Per Lundberg, Lund
- 1989–2004 Nils Malmer, Lund
- 1965–1989 Per Brinck, Lund
- 1949–1965 Christian Overgaard Nielsen, Köpenhamn